# Fecampiidae
Fecampiidae är en familj av plattmaskar. Enligt Catalogue of Life ingår Fecampiidae i ordningen Neorhabdocoela, klassen virvelmaskar, fylumet plattmaskar och riket djur, men enligt Dyntaxa är tillhörigheten istället ordningen Fecampiida, klassen Revertospermata, fylumet plattmaskar och riket djur. Enligt Catalogue of Life omfattar familjen Fecampiidae 2 arter. 
Kladogram enligt Catalogue of Life och Dyntaxa:
| Fecampiidae | \| \| Fecampia \| \| \| \| \| \| Kronborgia \| \| \| \| |
|             | \| \| Fecampia \| \| \| \| \| \| Kronborgia \| \| \| \| |
|             | Dalyelliidae                                            |
|             |                                                         |
|             | Graffillidae                                            |
|             |                                                         |
|             | Polycystidae                                            |
|             |                                                         |
|             | Provorticidae                                           |
|             |                                                         |
|             | Pterastericolidae                                       |
|             |                                                         |
|             | Typhloplanidae                                          |
|             |                                                         |
|             | Umagillidae                                             |
|             |                                                         |
|             | Fecampia                                                |
|             |                                                         |
|             | Kronborgia                                              |
|             |                                                         |

|  | Fecampia   |
|  |            |
|  | Kronborgia |
|  |            |